# Дельта-баріон
Дельта-баріон або дельта-резонанси — елементарні частинки, що складаються з d- та u-кварків, тобто тих же кварків, з яких складаються нуклони — протони й нейтрони. Вони відрізняються від нуклонів значеннями спіну та ізотопічного спіну, які для дельта-баріонів дорівнюють 3/2, та масою, що становить 1232 МеВ. При розсіянні лептонів на нуклонах дельта-баріони проявляються у вигляді резонансів.

## Перелік
| Назва | Символ     | Складові кварки | Маса спокою (МеВ/c2) | I   | JP   | Q (e) | S | C | B' | T | Час життя (s)          | Розпадається на     |
| ----- | ---------- | --------------- | -------------------- | --- | ---- | ----- | - | - | -- | - | ---------------------- | ------------------- |
| Delta | Δ++ (1232) | u               | 1,232 ± 1            | 3⁄2 | 3⁄2+ | +2    | 0 | 0 | 0  | 0 | 5.58 ± 0.09 × 10−24[a] | p+ + π+             |
| Delta | Δ+ (1232)  | u d             | 1,232 ± 1            | 3⁄2 | 3⁄2+ | +1    | 0 | 0 | 0  | 0 | 5.58 ± 0.09 × 10−24[a] | π+ + n0 або π0 + p+ |
| Delta | Δ0 (1232)  | u d             | 1,232 ± 1            | 3⁄2 | 3⁄2+ | 0     | 0 | 0 | 0  | 0 | 5.58 ± 0.09 × 10−24[a] | π0 + n0 або π− + p+ |
| Delta | Δ− (1232)  | d               | 1,232 ± 1            | 3⁄2 | 3⁄2+ | −1    | 0 | 0 | 0  | 0 | 5.58 ± 0.09 × 10−24[a] | π− + n0             |

[a] ↑  PDG приводить ширину резонансу (Γ). Тут дано τ = ħ⁄Γ.